# Seguros Bolivar Open Medellin 2007
Il Seguros Bolivar Open Medellin 2007 è stato un torneo di tennis facente parte della categoria ATP Challenger Series nell'ambito dell'ATP Challenger Series 2007. Il torneo si è giocato a Medellín in Colombia dal 1º al 7 ottobre 2007 su campi in terra rossa.

## Vincitori

### Singolare
Eduardo Schwank ha battuto in finale  Chris Guccione con il punteggio di 7–5, 5–7, 7–5

### Doppio
Pablo Cuevas /  Horacio Zeballos hanno battuto in finale  Santiago González /  Bruno Soares con il punteggio di 6–4, 6–4